# Baroh Bugeng
Baroh Bugeng is een bestuurslaag in het regentschap Aceh Timur van de provincie Atjeh, Indonesië. Baroh Bugeng telt 622 inwoners (volkstelling 2010).